# Maciej z Koła
Maciej z Koła (ur. ok. 1375 w Kole, zm. 1441) – polski duchowny katolicki, rektor Akademii Krakowskiej, profesor teologii i prawnik. Kanonik wieluński, uniejowski i poznański, prałat kolegiaty w Skalbmierzu.

## Życiorys

### Pochodzenie i wykształcenie
Był synem Marcina, najprawdopodobniej mieszczanina kolskiego. Dokładna data urodzin Macieja z Koła nie jest znana, lecz przyjmuje się, że przyszedł na świat około 1375. Studiował na Wydziale Sztuk Wyzwolonych Uniwersytetu Karola w Pradze, gdzie w 1395 zdobył tytuł bakałarza, a 4 lata później magistra sztuk. Przypuszcza się, że mógł podjąć także studia medyczne lub prawnicze. 

### Działalność uniwersytecka w Krakowie
Najprawdopodobniej w 1403 rozpoczął pracę jako wykładowca w krakowskim Wydziale Sztuk oraz opiekun biblioteki uniwersyteckiej. W tym samym czasie studiował również prawo kanoniczne. Po 1405 uzyskał stopień bakałarza, a w 1408 lub 1414 licencjata prawa kanonicznego. Jego promotorem był Stanisław ze Skarbimierza. Najprawdopodobniej nie odbył promocji doktorskiej, gdyż do 1435 tytułował się stopniem licencjata, a ze stopniem doktora wystąpił w źródłach tylko raz: w 1439. Najprawdopodobniej około 1417 uzyskał stopień bakałarza na Wydziale Teologii, a 10 lipca 1428 uzyskał tam doktorat. 
W semestrze zimowym 1423/24 pełnił funkcję rektora Akademii Krakowskiej.

### Działalność religijna
W latach 1403 i 1408 był proboszczem w Mąkolnie. W 1403 zasiadał w wieluńskiej kapitule kolegiackiej, skąd prawdopodobnie 5 lat później przeszedł do kapituły w Uniejowie. W tym samym roku otrzymał prowizję papieską na altarię św. Leonarda w krakowskiej katedrze oraz rezerwację kanonikatu w tamtejszej kapitule katedralnej. 
W latach 1411–12 był zastępcą Michała z Krowicy w krakowskim sądzie biskupim. Przed 10 lipca 1426 został kanonikiem w poznańskiej kapitule katedralnej, w posiedzeniach której brał udział w latach 1431−34. W 1435 ufundował przy kaliskiej kolegiacie Wniebowzięcia NMP kolegium mansjonarzy.
Na początku tego samego roku objął również prałaturę – kustodię w kolegiacie w Skalbmierzu. Na przełomie 1439 i 1440 przeniósł się w wyniku zamiany z kapituły poznańskiej do kapituły w Uniejowie.

### Twórczość
Twórczość naukowa Macieja z Koła nie jest znana, a jego dzieła najprawdopodobniej się nie zachowały. Znane są natomiast rękopisy prac drobnych, noty i glosy. Przypisuje mu się noty prawnicze do tekstów m.in. Bonifacego VIII, Jana z Lignano i innych uczonych.
Oprócz tego przypisuje mu się także głosy i noty w rękopisach zawierających traktaty astrologiczne i medyczne. Poza tym w rękopisie zawierającym De proprietatibus rerum Bartłomieja Anglika umieścił własny, polsko-łacińsko-niemiecki słownik nazw roślin. Jego komentarze zidentyfikowano również w dziełach teologicznych takich autorów jak: Hieronim ze Strydonu, Henryk z Langenstein, Bernard z Clairvaux czy Tomasz z Akwinu i Piotr Lombard. Maria Kowalczyk przypisuje mu także autorstwo kazania o Stanisławie ze Szczepanowa pod tytułem Talis decebat, ut esset nobis pontifex oraz prawdopodobnie również mowy Sobrii estote. Wszystkie posiadane przez siebie dzieła podarował pod koniec życia bibliotece uniwersyteckiej.

### Śmierć
Maciej z Koła zmarł najprawdopodobniej na przełomie września i października 1441. Zachowała się mowa, którą na pogrzebie wygłosił Bartłomiej z Radomia, datowana na tydzień po niedzieli 1 października 1441.